# 斯达旭尼采站
斯达旭尼采站是布拉格地铁A线的一座车站，位于布拉格斯达旭尼采（Strašnice），于1987年6月11日投入运营。此站有一个站厅，从站厅至站台设有斜挂式轮椅升降平台，供残疾人士使用。